# 2021年の科学
2021年の科学（2021ねんのかがく）では、2021年（令和3年）の科学分野に関する出来事について記述する。

## できごと

### 1月
- 1月6日 - 早老症マウスを対象とした実験で、ゲノム編集技術によりこの病気の原因となる突然変異を修正することで、この病気に見られる心臓の異常が予防され、寿命が延びたことが報告された[1][2][3]。
- 1月8日
  - 地球からおよそ130億光年離れた場所に位置する、現在知られている中で最遠のクエーサー「J0313-1806」が発見された[4]。
  - 太陽系外惑星WASP-62bが観測可能な大気中に雲や靄がないホット・ジュピターとして初めて報告された[5][6]。1月8日:クエーサー「J0313-1806」の想像図

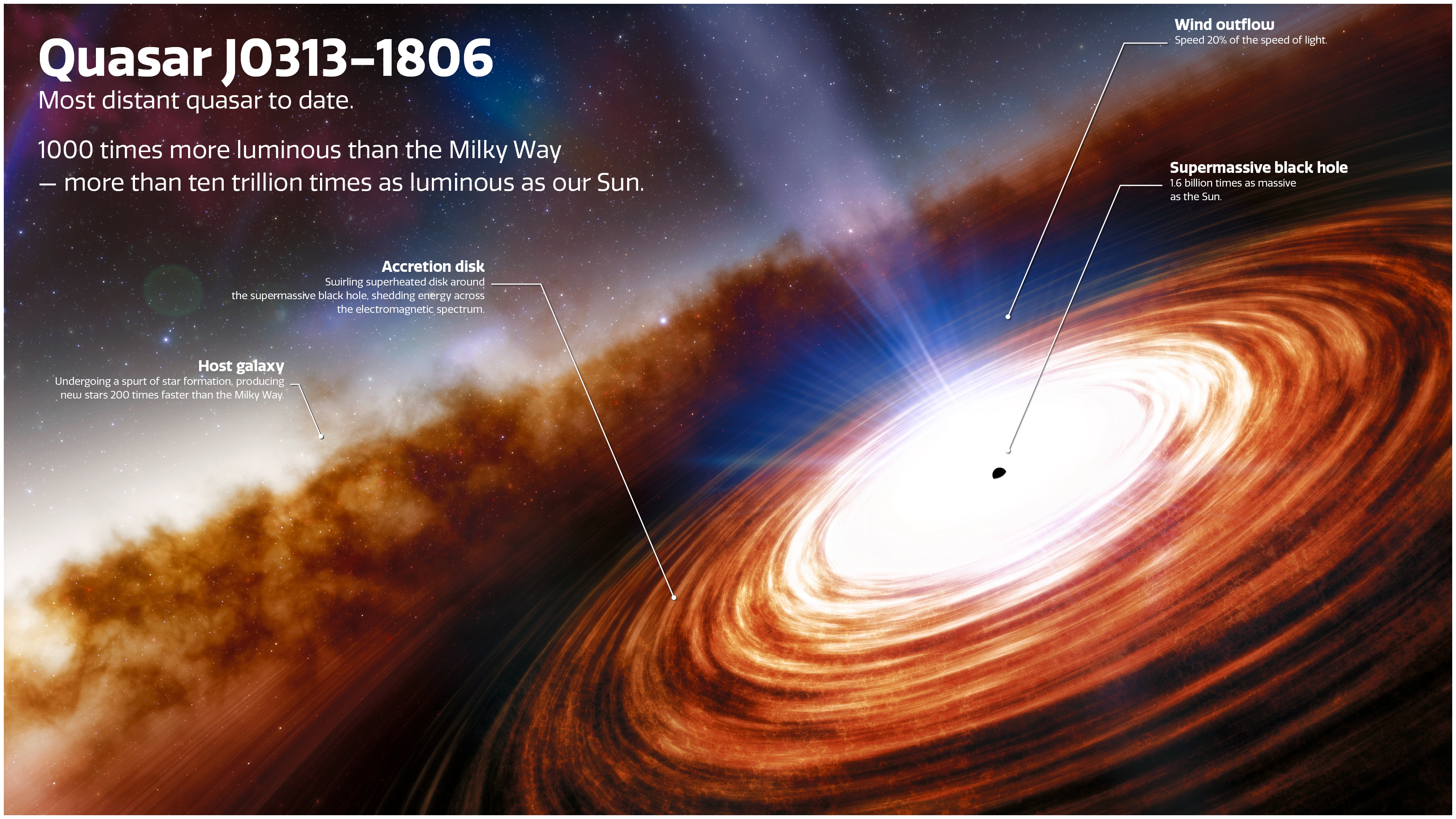
1月8日:クエーサー「J0313-1806」の想像図

- 1月13日 - インドネシアのスラウェシ島の洞窟で、少なくとも4万5500年前に描かれた壁画が見つかり、これまでに見つかった洞窟壁画の中で世界最古のものであることが発表された[7]。
- 1月25日 - 2016年に実施された深海調査によって発見された駿河湾に生息する新種の巨大な深海魚がヨコヅナイワシと命名された。また、この魚が駿河湾内の食物連鎖の最上位に立っている可能性も報告された[8][9]。
- 1月27日 - ジョンズ・ホプキンス大学の集計で、新型コロナウイルス感染症（COVID-19）の全世界での累計感染者数がこの日１億人を超えた[10]。

### 2月
- 2月10日 - 天文学者のスコット・S・シェパードらの研究で、太陽系の内で現在知られている中で最も遠い場所に位置している太陽系外縁天体2018 AG37(ファーファーアウト)の存在が確認された[11]。
- 2月11日 - 球状星団NGC 6397の中心部には、白色矮星、中性子星、ブラックホールといった星の残骸が密集していることが、ハッブル宇宙望遠鏡とガイア計画の新しいデータから判明した[12]。
- 2月18日
  - アメリカ航空宇宙局（NASA）の火星探査ローバー「パーサヴィアランス」と小型ヘリコプター「インジェニュイティ」が、火星のジェゼロクレーターに着陸した[13]。 2月18日:火星にローバー「パーサヴィアランス」が着陸した。

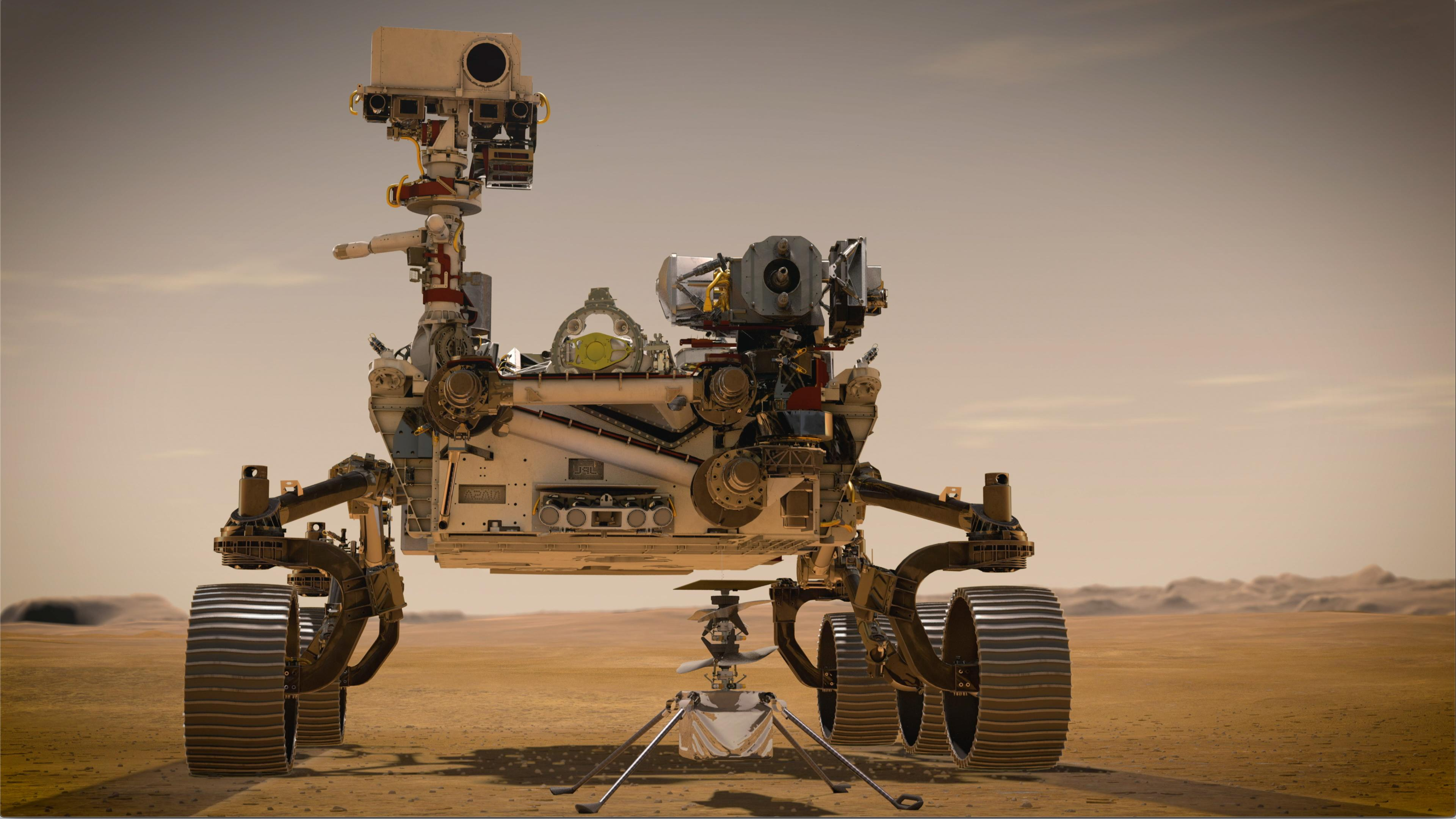
2月18日:火星にローバー「パーサヴィアランス」が着陸した。

  - 日本の理化学研究所は、スーパーコンピュータ「富岳」などを用いて、新型コロナウイルスSARS-CoV-2がヒトに感染する際のスパイクタンパク質の構造変化の分子機構を解明したと発表した[14]。
- 2月19日 - 東京大学などの研究で、低温高圧下での新たな氷の相「氷XIX」が見つかったと発表された[15]。

### 3月
- 3月3日 –嫌気性繊毛虫の内生生物で、酸素の代わりに硝酸塩を利用して宿主のATPを生産するバクテリアAzoamicus ciliaticolaが報告された[16][17]。
- 3月4日 – イギリスで確認されたB.1.1.7と南アフリカで確認されたE484K変異が組み合わされた、ワクチンの効果が低いCOVID-19の変種が米国オレゴン州で確認された[18][19]。
- 3月5日 - NASAは火星探査ローバー「パーサヴィアランス」が着陸した地点を「オクティヴィア・E・バトラー・ランディング」と名付けた。これは、2006年2月24日に亡くなった著名なSF作家オクティヴィア・E・バトラーの名前を冠したものである[20]。
- 3月11日 - アマゾン熱帯雨林のあるアマゾン盆地では、気候変動の影響とその地域での人間活動（主に森林伐採）により、全体で吸収する量よりも多くの温室効果ガスを排出していることが示された[21]。
- 3月15日 - 国際宇宙ステーション（ISS）で、未知のメチロバクテリウム属に属する細菌Methylobacterium ajmaliiが発見された[22]。
- 3月16日 - アリゾナ州立大学の研究で、2017年に太陽系に飛来した観測史上初の恒星間天体「オウムアムア」が、5000万年に放出された冥王星に似た太陽系外の惑星の破片である可能性が示された[23]。
- 3月26日 - NASAは、最新の観測の結果をもとに、地球と小惑星アポフィスとの衝突は少なくとも今後100年間は起こらないと発表した[24][25]。

### 4月
- 4月7日 - フェルミ国立加速器研究所で行われたミューオンg-2実験で、素粒子の一つであるミュー粒子の挙動について、素粒子物理学の標準理論とずれていることが発表され、未知の物理法則や素粒子の存在が示唆された[26]。
- 4月19日 - NASAの小型ヘリコプター「インジェニュイティ」が、地球以外での惑星における史上初の動力付き航空機の飛行を行った。この飛行場所は動力飛行機を発明したライト兄弟から「ライト兄弟フィールド」と名付けられた[27]。4月19日:火星で動力飛行に成功した小型ヘリコプター「インジェニュイティ」

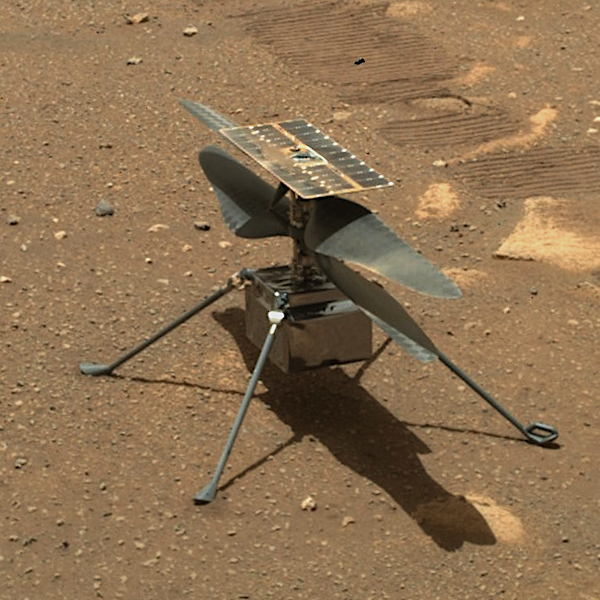
4月19日:火星で動力飛行に成功した小型ヘリコプター「インジェニュイティ」

- 4月23日 - オックスフォード大学によると、治験中のマラリアワクチン「Matrix-M（英語版）」が接種1年後において77％の有効性を示し、WHOの目標である75％の有効性を初めて達成した[28]。
- 4月29日 - 中国が建設を進める天宮宇宙ステーション（中国宇宙ステーション）の最初のモジュールである「天和コアモジュール」が軌道に投入された。4月29日:天和コアモジュールが軌道に投入された。

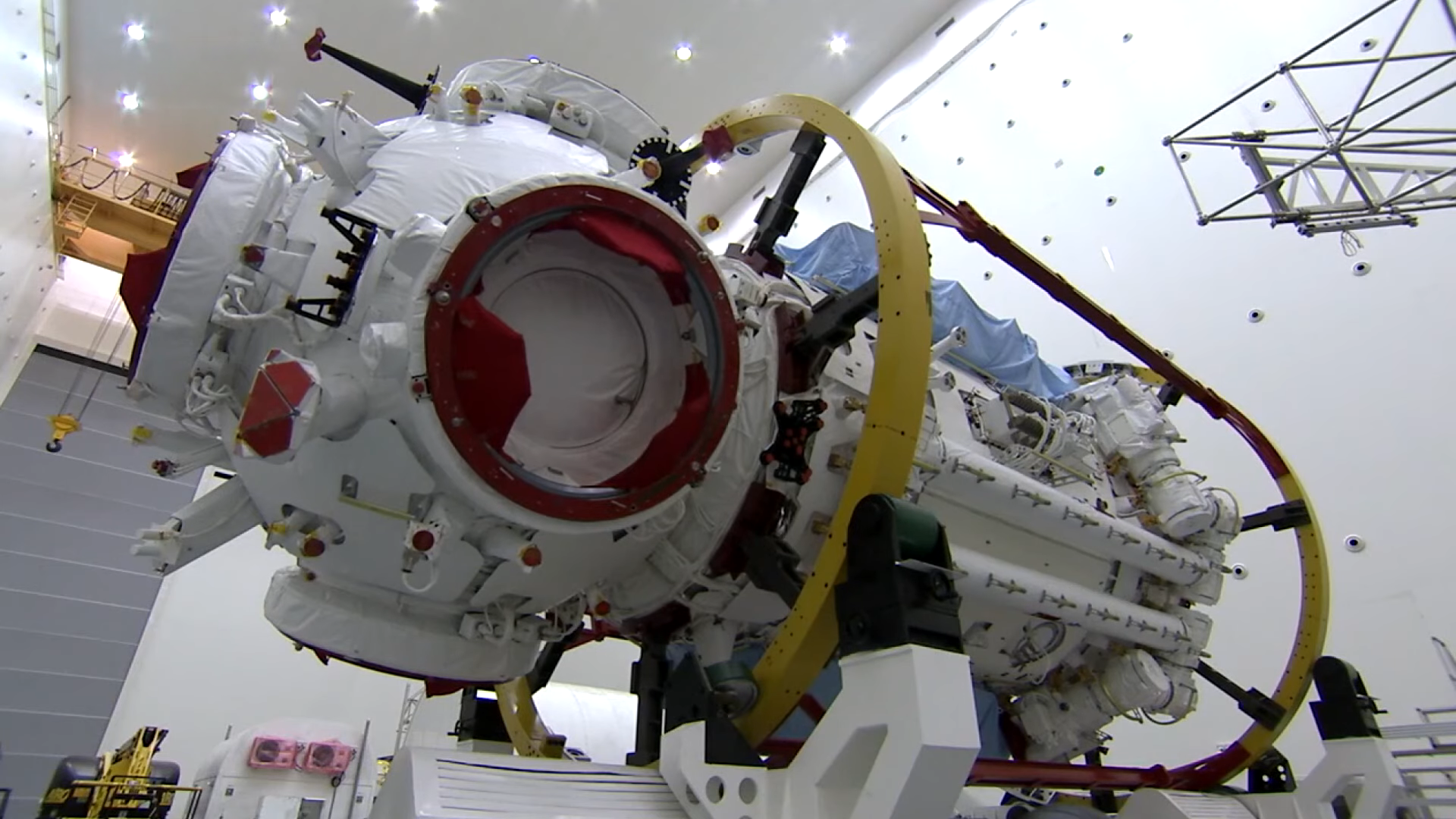
4月29日:天和コアモジュールが軌道に投入された。

### 5月
- 5月11日 - NASAは、宇宙探査機ボイジャー1号による初めての星間空間の物質密度の連続測定と、高密度の星間プラズマの振動による持続的な低音の検出を報告した[29][30]。
- 5月15日 - 中国の火星探査機「天問1号」がこの日、火星のユートピア平原に着陸した[31]。
- 5月25日 - 日本の理化学研究所は、溶媒を使わずにカーボンナノチューブのようなナノ材料を緻密に配置する手法を発表した[32][33]。
- 5月26日
  - 2021年5月26日の月食が観測された。
  - 国際幹細胞学会が、これまで禁止していた研究のための14日を超えるヒトの受精卵の人工培養を容認した[34][35]。

### 6月
- 6月7日 - NASAの探査機「ジュノー」が木星の衛星ガニメデをフライバイした[36]。
- 6月9日 - 東芝が世界最長記録となる600km以上の距離での量子暗号通信に成功したと発表した[37][38][39]。
- 6月16日 - 赤色超巨星のベテルギウスが2019年末から大きく減光したのは、星から放出された大量の塵によるもので、超新星爆発の予兆ではないことを報告した論文が『ネイチャー』誌に報告された[40]。
- 6月17日 - 中国の酒泉衛星発射センターから3人のクルーが神舟12号に乗って打ち上げられ、中国が軌道上に建設している天宮宇宙ステーションに初めて訪問した。
- 6月30日 - 既知の白色矮星の中で最も小さく重い白色矮星ZTF J1901+1458（英語版） が発見された。この白色矮星の質量は太陽の1.35倍だが、直径はわずか4300kmだった[41]。

### 7月
- 7月20日 - ミュンヘン工科大学の研究で、467種類のビールの中から、データベースに載っていない未知の分子が数万種類発見された[42][43][44]。
- 7月22日 - イギリスのDeepMind社は、タンパク質の構造を予測するAI「AlphaFold」が35万個以上のタンパク質の構造を予測したことを発表した[45]。
- 7月27日 – 宇宙航空研究開発機構（JAXA）は回転デトネーションエンジンを2段目のエンジンとして搭載したS-520-31号機を内之浦宇宙空間観測所から打ち上げ[46]、世界で初めてこのエンジンを宇宙で使用することに成功した[47][48][49][50]。
- 7月29日 - ISSにドッキングしたロシアのナウカのスラスター異常によって、ISSが540度回転し「姿勢喪失緊急事態」が発令される事故が発生した。当初、回転角度は45度だと公表されていたが、その4日後に540度に大幅に訂正された[51]。

### 8月
- 8月9日 - 気候変動に関する政府間パネル (IPCC) は、14,000以上の論文に基づき気候変動に関する状況をまとめ、人為的な気候変動の影響は現在「広範囲にわたり、急速に、激化している」と結論付けたIPCC第6次評価報告書の第1部を発表した[52][53]。8月9日：IPCCは人為的な気候変動の影響が広範囲に急激に激化しているとする報告書を発表した。

8月9日：IPCCは人為的な気候変動の影響が広範囲に急激に激化しているとする報告書を発表した。

- 8月10日 - NASAの小惑星探査機「オサイリス・レックス」による観測により、小惑星ベンヌが2300年までに地球に衝突する可能性が1750分の1であることが分かった。ベンヌは22世紀中に8回地球に接近し、そのうち2182年に衝突する可能性が最も高いとされている[54]。
- 8月12日 - フィリピンのアエタ族が世界で最もデニソワ人に近い祖先をもっていることが報告された[55]。
- 8月17日 - 視神経を持ち光を検知する目を持った脳オルガノイドが作成されたことが発表された[56][57]。
- 8月19日 - 名古屋大学とJAXAが、同年7月27日に打ち上げたS-520-31号機による深宇宙探査用デトネーションエンジン宇宙実証実験に成功したと発表した[58][59]。
- 8月23日 - 理化学研究所などの研究で、哺乳類の受精卵には余分な卵子染色体とともに精子の染色体が捨てられてしまうのを防止するための機構が存在することが報告された[60]。
- 8月27日 - グリーンランド沖に、世界最北端に位置する未知の60×30メートル四方の小さな島があることが報告された。この島には、グリーンランド語で「最北の島」を意味する「ケケルタク・アヴァンナレグ（Qeqertaq Avannarleq）」という名前が付けられた[61][62]。

### 9月
- 9月6日 - 主に乱獲によって、軟骨魚類の種のうち3分の1が絶滅の危機に瀕していることが報告された[63][64]。
- 9月8日
  - レディング大学の研究で、システアミンが動脈硬化を改善させる作用を持つことをマウスで示された[65]。
  - ウィーン工科大学の研究で、急須などから液体を注ぐ際に注ぎ口から側面を伝い液体が垂れるという、「ティーポッド効果」と呼ばれる現象の原理が流体力学で解明されたと発表された[66][67]。
- 9月15日 - 日本で初めてCRISPRを使った遺伝子組み換えトマトが、インターネットを通じて一般発売された。このトマトには血圧を下げるなどの鎮静作用があるγ-アミノ酪酸（GABA）が通常のトマトに比べておよそ4~5倍含まれるように品種改良された[68][69]。

### 10月
- 10月6日 - 世界保健機関 (WHO) が初のマラリアワクチン「RTS.S（英語版）」を承認した[70]。
- 10月16日 - NASAの探査機「ルーシー」がアメリカのケープカナベラル宇宙軍施設から打ち上げられた。トロヤ群の小惑星を探査する初のミッションとなる[71]。

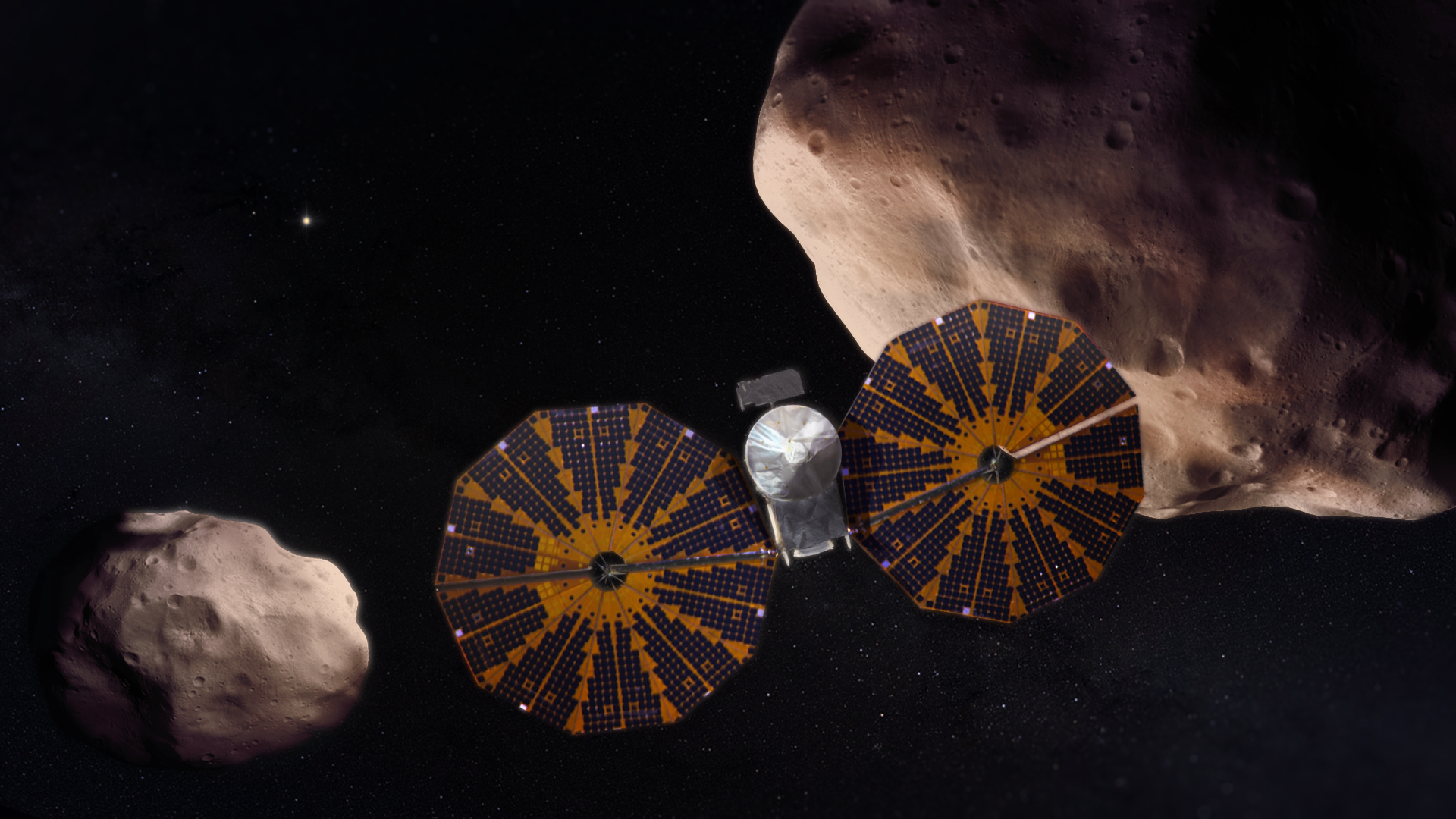
10月16日：木星トロヤ群小惑星の探査機ルーシーが打ち上げられた。

- 10月20日 - 家畜化されたウマの起源が現在のロシアのヴォルガ川やドン川の下流地域であることを、DNA解析を使って突き止めたとする論文が『ネイチャー』誌に掲載された[72]。
- 10月25日 - 地球外知的生命体探査 (SETI) で報告された候補信号「BLC-1」は、地球上の電波が干渉しあったもので、地球外からの電波の受信ではなかったと結論付けた研究が発表された[73][74]。
- 10月31日～11月13日 - 第26回気候変動枠組条約締約国会議（COP26）が英国スコットランドのグラスゴーで開催された[75]。

### 11月
- 11月3日 - イリノイ大学らの研究チームは、アタカマ大型ミリ波サブミリ波干渉計 (ALMA) による観測で、地球からおよそ129億光年離れた銀河SPT0311-58から、水分子と一酸化炭素分子を検出したと発表した[76]。
- 11月11日 - ウォータールー大学が世界初となる量子コンピュータによるバリオンのシミュレーションを発表した[77]。
- 11月19日 - 2021年11月19日の月食が観測された。
- 11月24日 - NASAは小惑星の軌道変更実験のための探査機「DART」を、小惑星ディディモスに向けて打ち上げた。このミッションは、将来小惑星が地球に衝突するリスクに備えるもので、小惑星の軌道を変える初の試みとなる[78]。11月24日:DARTによる小惑星の軌道変更の様子のイメージ図

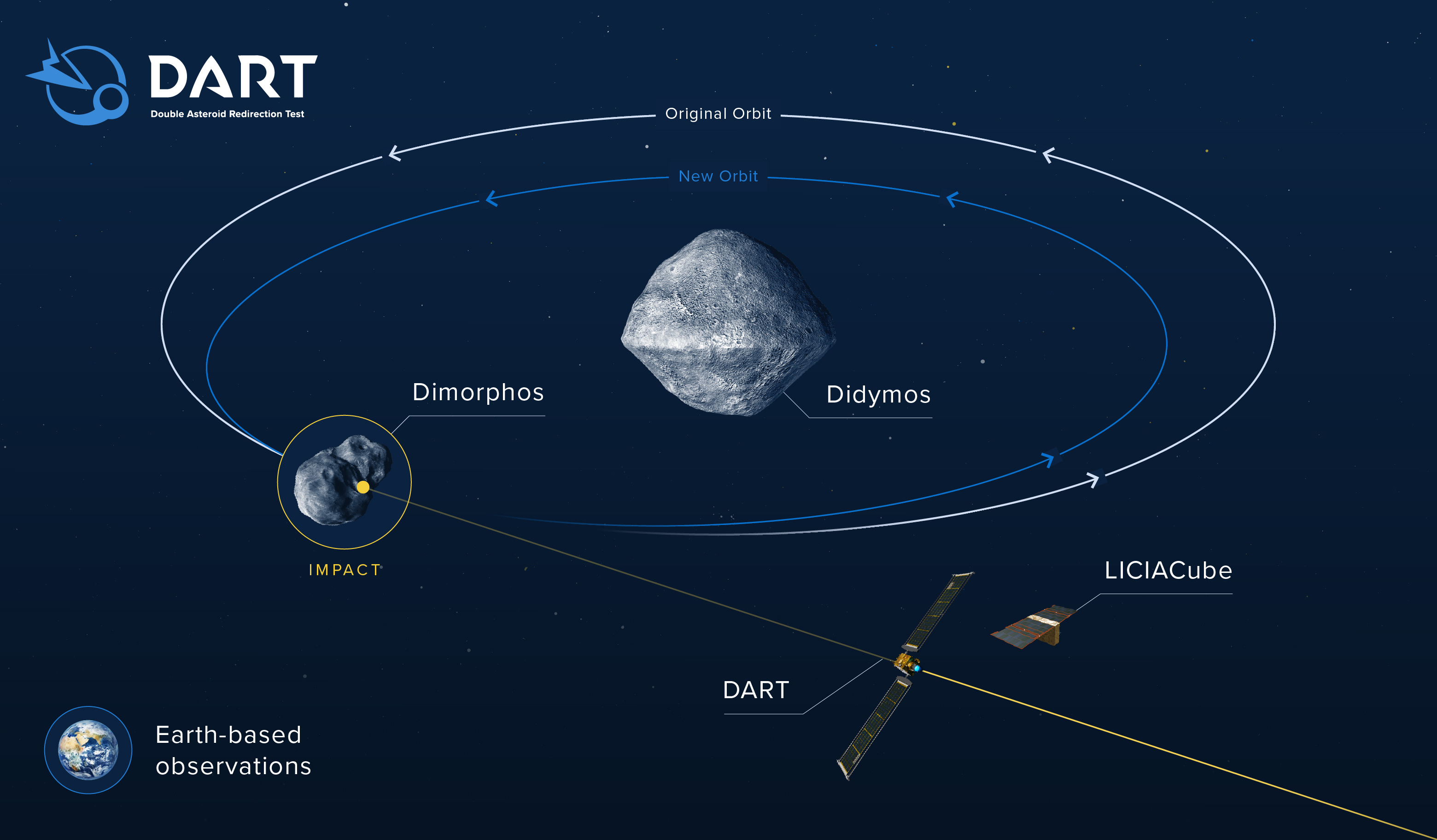
11月24日:DARTによる小惑星の軌道変更の様子のイメージ図

- 11月26日 - WHOは南アフリカで11月24日に報告されたオミクロン株を懸念される変異株 (VOC) に認定した[79]。 11月26日：オミクロン株が懸念すべき変異株に指定された。

11月26日：オミクロン株が懸念すべき変異株に指定された。

- 11月29日 - バーモント大学やタフツ大学、ハーバード大学などの研究チームは、アフリカツメガエルの幹細胞から作成された生体ロボット「ゼノボット」が、生殖（自己複製）可能であることを発表した。ゼノボットの複製プロセスは、分子レベルでは可能であることが知られていたが、この研究ではAIがより効果的に複製ができる形状を考案し、細胞全体や生物のレベルでの複製が観察された[80][81]。

### 12月
- 12月2日 - Deepmind社がシドニー大学とオックスフォード大学とともに開発した、数学研究に関するアルゴリズムが、順列に関する新たな定理や、結び目理論についての新たな予想を発見した[82]。研究成果は『ネイチャー』誌に掲載された[83]。
- 12月3日
  - ドイツ航空宇宙センター惑星研究所などの国際研究チームが、大半が鉄からなる惑星グリーゼ367bを発見した。惑星の密度は鉄に近く、その核は惑星半径の86％を占めると推定された[84][85]。
  - ロンドン大学の研究で、脳オルガノイドがテニスゲームを人工知能よりもはやく理解し、遊び始めたと発表した[86][87]。
- 12月8日 - 北海道大学の研究で、89年ぶりに幼形成熟したエゾサンショウウオを発見したと発表された[88]。
- 12月14日
  - 2018年に打ち上げられたNASAの宇宙探査機「パーカー・ソーラー・プローブ」が、史上初めて太陽のアルヴェーン臨界面を通過して太陽コロナに到達した[89][90][91]。
  - チリの超大型望遠鏡VLTが、天の川銀河の中心に存在するブラックホール「いて座A*」をこれまでの20倍の精度で撮影に成功した[92]。
- 12月15日 - 欧州宇宙機関（ESA）とロスコスモスの探査機「エクソマーズ」が、火星にあるマリネリス峡谷で大量の水を検出したと発表された[93][94][95]。
- 12月16日 - 米科学誌『サイエンス』は今年のブレークスルー・オブ・ザ・イヤー（下記）を発表した[96]。
- 12月20日 - およそ123光年離れた場所に位置しているホット・ネプチューンHAT-P-11bに磁気圏があることがアリゾナ大学の研究で確認された。太陽系外惑星で磁気圏が確認されたのはこれが初めて[97]。
- 12月21日 - 日本の小惑星探査機「はやぶさ2」が2020年に小惑星リュウグウから持ち帰ったサンプルの分析結果を報告する論文が発表され、リュウグウは密度が小さく、有機物に富んだ原始的な小惑星であることが分かった[98][99]。
- 12月22日 - NTTや東京大学、理化学研究所などの共同研究で、光子を利用する光量子コンピュータの基幹技術となる「スクィーズド光源」と呼ばれる量子光源を世界で初めて開発したと発表した。実用化すれば従来の量子コンピュータに必要だった大規模な冷却システムが不要となる[100][101]。
- 12月23日
  - 日本や中国、オーストラリアなどの国際研究チームが、電子顕微鏡を用いてカーボンナノチューブのキラリティーを変化させ、長さが2.8nmの小さなトランジスタを作製したと発表した[102]。
  - ミシガン州立大学や北京大学などの国際研究チームが、マグネシウムの新たな同位体である¹⁸Mgを加速器で作り出し、その観測に成功したと発表した[103]。
- 12月24日 - 懸念される変異株にも指定されたSARSコロナウイルス2-オミクロン株は、ヒトから新型コロナウイルスに感染したげっ歯類の体内で突然変異を起こし、再びヒトに感染したものだと指摘する中国科学院大学の論文が発表された[104][105][106]。
- 12月25日 - この日の世界標準時12時20分、フランス領ギアナのギアナ宇宙センターからジェイムズ・ウェッブ宇宙望遠鏡が打ち上げられた[107]。

12月25日：ジェイムズ・ウェッブ宇宙望遠鏡が打ち上げられた。

- 12月30日 - イスラエルで新型コロナウイルスとインフルエンザに同時に感染する症例「フルロナ（英語版）」が報告された[108][109]。
- 12月31日 - NASAのビル・ネルソン長官が、2024年までとされていた国際宇宙ステーション（ISS）の運用を、2030年まで延長することを発表した[110][111]。

| No. | 今年の10大科学業績                               |
| --- | ------------------------------------------------ |
| 1   | 人工知能によるタンパク質の立体構造予測           |
| 2   | COVID-19の抗ウイルス薬                           |
| 3   | 未知の物理法則の存在を示唆したミューオンの測定   |
| 4   | 探査機による火星での地震の観測                   |
| 5   | 土壌からの古代のヒトのDNAの回収                  |
| 6   | CRISPRの臨床応用                                 |
| 7   | ヒトの初期の発生に関する新たな知見               |
| 8   | 幻覚剤を用いたPTSDの治療                         |
| 9   | 新型コロナウイルスや他の感染症に対する人工の抗体 |
| 10  | レーザー核融合技術の発展                         |

## 受賞
- アーベル賞 - ラースロー・ロヴァース、アヴィ・ヴィグダーソン
- チューリング賞 - ジャック・ドンガラ
- ラスカー賞
  - 基礎医学研究賞 - カール・ダイセロス、ペーター・ヘーゲマン、ディーター・エスターヘルト（英語版）
  - 臨床医学研究賞 - カリコー・カタリン、ドリュー・ワイスマン
- ガードナー国際賞 – ダニエル・J・ドラッカー、ジョエル・ハベナー、Jens Juul Holst、メアリー=クレア・キング
- ウルフ賞
  - ウルフ賞物理学部門 - ジョルジョ・パリージ
  - ウルフ賞数学部門 - 受賞者なし
  - ウルフ賞化学部門 - レスリー・ライセロヴィッツ、Meir Lahav
  - ウルフ賞医学部門 - ジョーン・A・スタイツ、リン・マクアット、エイドリアン・クライナー（英語版）
- 京都賞
  - 京都賞基礎科学部門 - ロバート・ローダー
  - 京都賞先端技術部門 - アンドリュー・チーチー・ヤオ
- クラリベイト引用栄誉賞
  - 物理学 - アレクセイ・キタエフ、ジョルジョ・パリージ、Mark E. J. Newman
  - 化学 - Barry Halliwell、William L. Jorgensen、澤本光男
  - 生理学・医学 - ジャン=ピエール・シャンジュー、岸本忠三、平野俊夫、Karl M. Johnson、李鎬汪
- ショウ賞
  - 天文学 - ヴィクトリア・カスピ（英語版）、クリッサ・クーヴェリオトゥ（英語版）
  - 生命科学および医学 - スコット・エマー
  - 数学 - ジャン＝ミシェル・ビスムー（英語版）、ジェフ・チーガー（英語版）
- ブレイクスルー賞
  - 基礎物理学ブレイクスルー賞 - エリック・アデルバーガー（英語版）、イェンス・グンドラッハ（英語版）、フレイン・ヘッケル（英語版）
  - 生命科学ブレイクスルー賞 - デイヴィッド・ベイカー、キャサリン・デュラック（英語版）、盧煜明、Richard J. Youle
  - 数学ブレイクスルー賞 - マルティン・ハイラー
- ノーベル賞
  - 物理学賞 - 眞鍋淑郎、クラウス・ハッセルマン、ジョルジョ・パリージ
  - 化学賞 - ベンジャミン・リスト、デイヴィッド・マクミラン
  - 生理学・医学賞 - デヴィッド・ジュリアス、アーデム・パタプティアン

## 死去
カッコ内は生誕年である。
- 1月4日
  - マルティヌス・フェルトマン、オランダの物理学者、ノーベル物理学賞受賞者（* 1931年）
  - 黒田吉益、日本の地球科学者（* 1927年）
- 1月9日 - イサーク・カラトニコフ（英語版）、ロシアの物理学者（* 1919年）
- 1月28日 - パウル・クルッツェン、オランダの大気化学者、ノーベル化学賞受賞者（* 1933年）
- 2月7日 - 程鎔時、中華人民共和国の科学者（* 1927年）
- 2月11日 - イサドール・シンガー、アメリカの数学者、アーベル賞受賞者（* 1924年）
- 2月25日 - ジョン・マラード、イギリスの医学物理学者（* 1927年）
- 3月7日 - 野田春彦、日本の生物物理学者（* 1922年）
- 3月19日 - グリン・ラニー（英語版）、アメリカの航空宇宙工学者（* 1936年）
- 4月1日 - 赤﨑勇、日本の半導体工学者、ノーベル物理学賞受賞者（* 1929年）
- 5月8日 - スペンサー・シルバー、アメリカの化学者（* 1941年）
- 5月14日 - 河合雅雄、日本の霊長類学者（* 1924年）
- 5月18日 - 前田浩、日本の化学者（* 1938年）
- 5月27日 - コルネリス・デ・ヤヘル、オランダの天体物理学者（* 1921年）
- 6月4日 - リヒャルト・R・エルンスト、スイスの化学者、ノーベル化学賞受賞者（* 1933年）
- 6月6日 - 根岸英一、日本の化学者、ノーベル化学賞受賞者（* 1935年）
- 7月23日
  - 益川敏英、日本の理論物理学者、ノーベル物理学賞受賞者（* 1940年）
  - スティーヴン・ワインバーグ、アメリカの物理学者、ノーベル物理学賞受賞者（* 1933年）
- 8月13日 - キャロライン・シューメーカー、アメリカの天文学者、シューメーカー・レヴィ第9彗星の発見者（* 1929年）
- 8月25日 - 鄭哲敏、中華人民共和国の物理学者（* 1924年）
- 8月27日 - エドモンド・フィッシャー、アメリカの生化学者、ノーベル生理学・医学賞受賞者（* 1920年）
- 9月13日 - アントニー・ヒューイッシュ、イギリスの電波天文学者、ノーベル物理学賞受賞（* 1924年）
- 10月10日 - アブドゥル・カディール・カーン、パキスタンの技術者、核物理学者（* 1936年）
- 11月1日 - アーロン・ベック、アメリカの医学者、精神科医（* 1920年）
- 11月15日 - 比留木忠治、日本出身のカナダの生物学者（* 1931年）
- 11月26日 - マイケル・フィッシャー、イギリスの物理学者、化学者、数学者、ウルフ賞物理学部門受賞者（* 1931年）
- 11月29日 - アレクサンドル・ザイツェフ、ロシアの天文学者（* 1945年）
- 12月5日 - ジャック・ティッツ、フランスの数学者、アーベル賞受賞者（* 1930年）
- 12月9日 - 上出洋介、日本の地球宇宙物理学者（* 1943年）
- 12月10日 - リーランド・ウィルキンソン、アメリカのコンピュータ統計学者（* 1944年）
- 12月19日 - ロバート・グラブス、アメリカの化学者、ノーベル化学賞受賞者（* 1942年）
- 12月26日 - エドワード・オズボーン・ウィルソン、アメリカの生物学者（* 1929年）